# Maurecourt
Maurecourt és un municipi francès, situat al departament d'Yvelines i a la regió de Illa de França. L'any 2007 tenia 4.135 habitants.
Forma part del cantó de Conflans-Sainte-Honorine, del districte de Saint-Germain-en-Laye i de la Comunitat d'aglomeració de Cergy-Pontoise.

## Demografia

### Població
El 2007 la població de fet de Maurecourt era de 4.135 persones. Hi havia 1.476 famílies, de les quals 294 eren unipersonals (110 homes vivint sols i 184 dones vivint soles), 440 parelles sense fills, 632 parelles amb fills i 110 famílies monoparentals amb fills.
La població ha evolucionat segons el següent gràfic:
Habitants censats

### Habitatges
El 2007 hi havia 1.587 habitatges, 1.508 eren l'habitatge principal de la família, 8 eren segones residències i 70 estaven desocupats. 1.110 eren cases i 470 eren apartaments. Dels 1.508 habitatges principals, 1.065 estaven ocupats pels seus propietaris, 420 estaven llogats i ocupats pels llogaters i 24 estaven cedits a títol gratuït; 34 tenien una cambra, 139 en tenien dues, 274 en tenien tres, 358 en tenien quatre i 703 en tenien cinc o més. 1.098 habitatges disposaven pel capbaix d'una plaça de pàrquing. A 686 habitatges hi havia un automòbil i a 667 n'hi havia dos o més.

### Piràmide de població
La piràmide de població per edats i sexe el 2009 era:
| Homes | Edats   | Dones |
| ----- | ------- | ----- |
| 0     | 95 o +  | 4     |
| 0     | 90 a 94 | 8     |
| 12    | 85 a 89 | 40    |
| 8     | 80 a 84 | 20    |
| 40    | 75 a 79 | 48    |
| 69    | 70 a 74 | 80    |
| 56    | 65 a 69 | 70    |
| 60    | 60 a 64 | 60    |
| 88    | 55 a 59 | 113   |
| 151   | 50 a 54 | 104   |
| 155   | 45 a 49 | 166   |
| 147   | 40 a 44 | 160   |
| 95    | 35 a 39 | 153   |
| 72    | 30 a 34 | 92    |
| 92    | 25 a 29 | 116   |
| 108   | 20 a 24 | 92    |
| 170   | 15 a 19 | 146   |
| 129   | 10 a 14 | 121   |
| 136   | 5 a 9   | 118   |
| 68    | 0 a 4   | 92    |

## Economia
El 2007 la població en edat de treballar era de 2.790 persones, 2.198 eren actives i 592 eren inactives. De les 2.198 persones actives 2.086 estaven ocupades (1.058 homes i 1.028 dones) i 112 estaven aturades (55 homes i 57 dones). De les 592 persones inactives 193 estaven jubilades, 283 estaven estudiant i 116 estaven classificades com a «altres inactius».

### Ingressos
El 2009 a Maurecourt hi havia 1.540 unitats fiscals que integraven 4.287,5 persones, la mediana anual d'ingressos fiscals per persona era de 24.948 €.

### Activitats econòmiques
Dels 150 establiments que hi havia el 2007, 3 eren d'empreses alimentàries, 8 d'empreses de fabricació d'altres productes industrials, 19 d'empreses de construcció, 26 d'empreses de comerç i reparació d'automòbils, 19 d'empreses de transport, 7 d'empreses d'hostatgeria i restauració, 7 d'empreses d'informació i comunicació, 4 d'empreses financeres, 6 d'empreses immobiliàries, 21 d'empreses de serveis, 23 d'entitats de l'administració pública i 7 d'empreses classificades com a «altres activitats de serveis».
Dels 37 establiments de servei als particulars que hi havia el 2009, 1 era una oficina de correu, 2 oficines bancàries, 5 tallers de reparació d'automòbils i de material agrícola, 1 establiment de lloguer de cotxes, 1 autoescola, 1 paleta, 2 fusteries, 5 lampisteries, 6 electricistes, 1 empresa de construcció, 2 perruqueries, 1 veterinari, 6 restaurants, 2 agències immobiliàries i 1 saló de bellesa.
Dels 7 establiments comercials que hi havia el 2009, 1 era una botiga de més de 120 m², 1 una botiga de menys de 120 m², 1 una fleca, 1 una botiga de roba, 1 una botiga de material de revestiment de parets i terra i 2 floristeries.
L'any 2000 a Maurecourt hi havia 5 explotacions agrícoles.

## Equipaments sanitaris i escolars
L'únic equipament sanitari que hi havia el 2009 era una farmàcia.
El 2009 hi havia 1 escola maternal i 2 escoles elementals.

## Poblacions més properes
El següent diagrama mostra les poblacions més properes.